# Estroina
A cerveja Estroina é uma marca de cerveja artesanal produzida no Monte Góis no concelho de Mértola desde 2018.

## História
Depois de vários anos a produzir cerveja de forma artesanal Nuno Rodrigues, juntamente com o irmão, decidiu criar e comercializar a sua própria marca de cerveja, a Estroina. Esta cerveja recorre a ingredientes naturais, sem aditivos, conservantes ou intensificadores de sabor e encontra-se atualmente presente em vários pontos de sul a norte do país. 

## Cervejas de produção contínua
- Estroina Red Ale;
- Estroina Weissbier;
- Estroina Stout;
- Estroina Pale Ale;
- Estroina APA (American Pale Ale).